# Musée Aquarium Vasco de Gama
 (signalé en mai 2025).
Si vous disposez d'ouvrages ou d'articles de référence ou si vous connaissez des sites web de qualité traitant du thème abordé ici, merci de compléter l'article en donnant les références utiles à sa vérifiabilité et en les liant à la section « Notes et références ».
- Archive Wikiwix
- Bing
- Cairn
- DuckDuckGo
- E. Universalis
- Gallica
- Google
- G. Books
- G. News
- G. Scholar
- Persée
- Qwant
- (zh) Baidu
- (ru) Yandex
- (wd) trouver des œuvres sur Wikidata

Le Musée Aquarium Vasco de Gama a été inauguré en 1898 à Lisbonne, avec le soutien du roi D. Carlos Ier, et a pour objectif principal la connaissance de la vie aquatique.
Un musée, avec une grande diversité de spécimens conservés et naturalisés, met en valeur la Collection océanographique D. Carlos I, d'une grande valeur historique et scientifique, et un aquarium avec plus de 250 espèces d'eau douce et salée, la plupart des spécimens exposés dans l'atrium et dans les cinq ailes du premier étage, venant des deux hémisphères.

## Collection
En plus de la collection existante, le Musée de l'Aquarium Vasco da Gama s'est enrichi en permanence d'espèces, notamment en ce qui concerne les poissons marins de la faune indigène et tropicale, les oiseaux, les mammifères marins et les spécimens malacologiques.

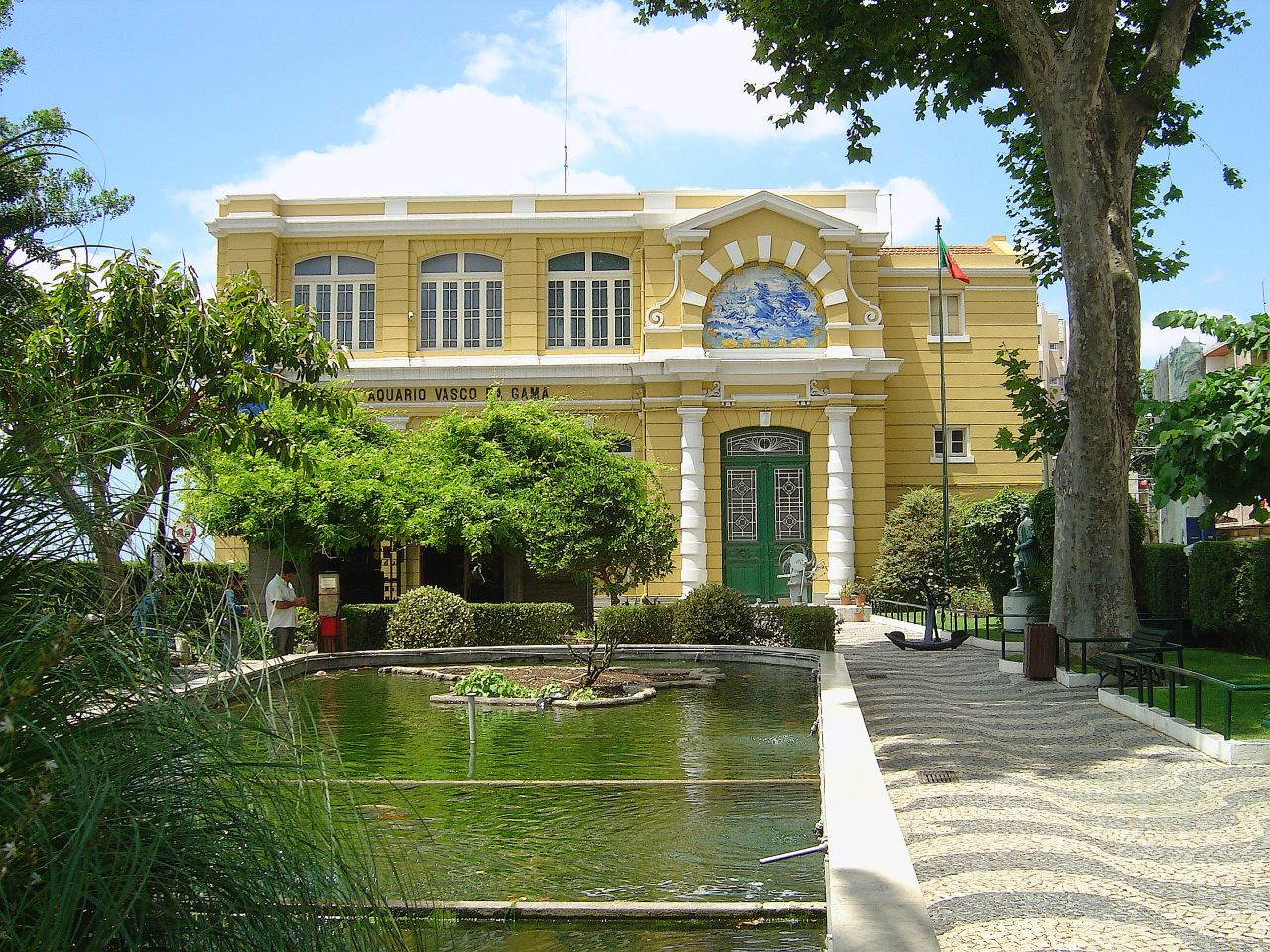

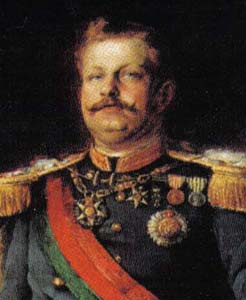
Le roi D. Carlos Ier

Il présente également une collection d'animaux marins embaumés, notamment des oiseaux et des requins. Il y a aussi une exposition consacrée au fondateur de l'Aquarium.